# 福爾斯鎮區 (俄亥俄州馬斯金格姆縣)
福爾斯鎮區（英語：Falls Township）是美國俄亥俄州馬斯金格姆縣的25個鄉鎮之一。2000年的人口普查發現該鎮有8,585人。

## 外部連結
- County website （页面存档备份，存于）